# اچ‌ام‌ای‌اس کوتاموندرا
اچ‌ام‌ای‌اس کوتاموندرا (به انگلیسی: HMAS Cootamundra) یک کشتی بود که طول آن ۱۸۶ فوت ۲ اینچ (۵۶٫۷۴ متر) بود. این کشتی در سال ۱۹۴۲ ساخته شد.